# الشركة العربية السورية للصناعات الإلكترونية
الشركة العربية السورية للصناعات الإلكترونية  المعروفة باسم سيرونيكس (بالإنجليزية: SYRONICS)‏
تعد الشركة العربية السورية للصناعات الإلكترونية من الشركات الرائدة في مجال الصناعات الإلكترونية في المنطقة وتواكب الشركة باستمرار أحدث التقنيات والتطبيقات على مستوى العالم، وهى من أوائل الشركات المتخصصة في الصناعات الإلكترونية في المنطقة العربية.
تأسست سيرونيكس، الشركة السورية للصناعات الإلكترونية عام 1960 م في دمشق / سوريا وهي متخصصة بصناعة أجهزه المرناة (التلفزيون ) بكافة أنواعها ومقاساتها وكذلك صناعة أجهزة الاستقبال الرقمية سيرونيكس syronics. بلغ عدد العاملين في الشركة حوالي - 1100 بين مهندس وعامل فني وموظف إداري، ويتبع للشركة عدة معامل تقوم بصناعة معدات وقطع وملحقات الأجهزة المختلفة التي تنتجها الشركة.
أثبتت الشركة السورية للصناعات الإلكترونية جدارة كبيرة وحازت على ثقة المستخدمين في سوريا منذ قيامها حتى اليوم وتنافس أجهزة المرناة سيرونيكس SYRONICS أكبر الماركات العالمية وخاصة أن الشركة تطور من إنتاجها باستمرار وتزود أجهزتها بأحدث التقنيات المعمول بها عالميا .

## منتجات الشركة
- أجهزة المرناة - سيرونيكس
- أجهزة الاستقبال الرقمية - سيرونيكس

### تلفزيون سيرونيكس
تقوم الشركة بصناعة كافة أنواع المراني من مختلف المقاسات 14 بوصة - 20 بوصة - 21 بوصة - 25 بوصة - 29 بوصة ومقاسات أكبر وتزودها بأفضل المواصفات والتقنيات المنافسة. مواصفات المراني :
- - شاشة مسطحة بالكامل
  - أنظمة لونية متعددة
  - متعدد اللغات
  - تحكم ديناميكي بالصوت DBS
  - محدد مستوى الصوت AVL
  - تربو صوت
  - تربو صورة
  - تقنية الزوم
  - خدمة فندقية
  - صورة داخل صورة (نافذتين للعرض)
  - تليتكس
  - خمسة أوضاع للصوت
  - حاكوم كامل
  - إيكوالايزر غرافيك
  - برامج حماية وتحكم وقفل متنوع
  - ألعاب

### أجهزة الاستقبال الرقمية
وتحمل الاسم DSR3000 CI+IRDETO 11
تصنع الشركة السورية للصناعات الإلكترونية أجهزة استقبال رقمية متطورة مزودة بجميع التقنيات وبرامج الاستقبال من الأقمار الصناعية بكفاءة عالية ونظم فك تشفير وكامات ومأخذ لكروت التشفير المختلفة الأنواع.
مواصفات جهاز استقبال سيرونيكس DSR3000CI+IRDETO 11:
- رقمي متطور
- يحتوى على مدخل كامة CAM عدد 2
- مدخل بطاقة تشفير IRDETO 11
- خيارات توليف وضبط متعددة
- نظام قفل المحطات والأقمار
- بحث سريع وبطرق متعددة
- مدخل نظام أوروبي scart عدد 2
- نظم إعدادات آلية
- اختيارات برمجة ووصلات حاسوب
- تحكم كامل بجميع العمليات

وقد حققت مرناة سيرونيكس - syronics نجاحا كبيرا بالسوق السورية بسبب متانة وجودة إنتاجها ومواكبتها لكل جديد في عالم الصناعات الإلكترونية العالمية.